# Грушовецька сільська рада
Грушове́цька сільська́ ра́да — адміністративно-територіальна одиниця та орган місцевого самоврядування в Кельменецькому районі Чернівецької області. Адміністративний центр — село Грушівці.

## Загальні відомості
- Населення ради: 1 829 осіб (станом на 2001 рік)

## Населені пункти
Сільській раді були підпорядковані населені пункти:
- с. Грушівці
- с. Нагоряни

## Склад ради
Рада складалася з 16 депутатів та голови.
- Голова ради: Новоселицький Борис Дмитрович
- Секретар ради: Долга Лариса Василівна

### Керівний склад попередніх скликань
| Прізвище, ім'я, по батькові    | Основні відомості                                                               | Дата обрання | Дата звільнення |
| ------------------------------ | ------------------------------------------------------------------------------- | ------------ | --------------- |
| Панкевич Олександр Олексійович | Сільський голова, 1969 року народження, безпартійний                            | 26.03.2006   | 31.10.2010      |
| Новоселицький Борис Дмитрович  | Сільський голова, 1961 року народження, освіта середня спеціальна, безпартійний | 31.10.2010   |                 |

Примітка: таблиця складена за даними сайту Верховної Ради України

### Депутати
За результатами місцевих виборів 2010 року депутатами ради стали:

#### За суб'єктами висування
| Суб'єкт висування                                       | Кількість обраних депутатів | %    |
| ------------------------------------------------------- | --------------------------- | ---- |
| Політична партія Всеукраїнське об'єднання «Батьківщина» | 7                           | 43,8 |
| Партія регіонів                                         | 5                           | 31,3 |
| Політична партія «Фронт Змін»                           | 4                           | 25   |

#### За округами
| № округу                                                | Прізвище, ім'я, по батькові       | Дата визнання обраним | Освіта             | Партійна приналежність                        | Відомості про обраного депутата                                          |
| ------------------------------------------------------- | --------------------------------- | --------------------- | ------------------ | --------------------------------------------- | ------------------------------------------------------------------------ |
| Партія регіонів                                         |                                   |                       |                    |                                               |                                                                          |
| 1                                                       | Гайдай Людмила Анатоліївна        | 01.11.2010            | середня            | член Партії регіонів                          | тимчасово не працює                                                      |
| 4                                                       | Долга Лариса Василівна            | 01.11.2010            | середня спеціальна | член Партії регіонів                          | Грушовецька сільська рада, секретар                                      |
| 9                                                       | Кубляк Галина Іванівна            | 01.11.2010            | середня            | член Партії регіонів                          | тимчасово не працює                                                      |
| 11                                                      | Палилюлько Галина Венедиктівна    | 01.11.2010            | середня спеціальна | член Партії регіонів                          | тимчасово не працює                                                      |
| 12                                                      | Руда Роза Миколаївна              | 01.11.2010            | середня спеціальна | член Партії регіонів                          | тимчасово не працює                                                      |
| Політична партія Всеукраїнське об'єднання «Батьківщина» |                                   |                       |                    |                                               |                                                                          |
| 3                                                       | Дерев'янський Микола Васильович   | 01.11.2010            | середня            | позапартійний                                 | тимчасово не працює                                                      |
| 6                                                       | Єленіч Наталя Петрівна            | 01.11.2010            | середня спеціальна | член Всеукраїнського об'єднання «Батьківщина» | фельдшерсько-акушерський пункт с. Грушівці, акушерка                     |
| 8                                                       | Котик Анастасія Борисівна         | 01.11.2010            | вища               | позапартійна                                  | тимчасово не працює, відпустка по догляду за дитиною                     |
| 10                                                      | Мельник Руслан Анатолійович       | 01.11.2010            | середня спеціальна | позапартійний                                 | тимчасово не працює                                                      |
| 14                                                      | Ткачук Василь Вікторович          | 01.11.2010            | вища               | позапартійний                                 | Кельменецьке СТО, технік-механік                                         |
| 15                                                      | Цуркан Венедикт Олександрович     | 01.11.2010            | середня            | позапартійний                                 | тимчасово не працює                                                      |
| 16                                                      | Чухліб Наталя Василівна           | 01.11.2010            | середня спеціальна | позапартійна                                  | Відділення зв'язку, листоноша                                            |
| Політична партія «Фронт Змін»                           |                                   |                       |                    |                                               |                                                                          |
| 2                                                       | Дерев'янська Світлана Анатоліївна | 01.11.2010            | середня            | позапартійна                                  | тимчасово не працює                                                      |
| 5                                                       | Дрібна Олена Олександрівна        | 01.11.2010            | вища               | позапартійна                                  | Служба у справах неповнолітніх райдержадміністрації, головний спеціаліст |
| 7                                                       | Книш Роман Петрович               | 01.11.2010            | вища               | член Політичної партії «Фронт Змін»           | приватний підприємець                                                    |
| 13                                                      | Сойчук Анатолій Петрович          | 01.11.2010            | середня спеціальна | член Політичної партії «Фронт Змін»           | тимчасово не працює                                                      |

## Населення
Згідно з переписом УРСР 1989 року чисельність наявного населення сільської ради становила 2080 осіб, з яких 893 чоловіки та 1187 жінок.
За переписом населення України 2001 року в сільській раді мешкали 1824 особи.

### Мова
Розподіл населення за рідною мовою за даними перепису 2001 року:
| Мова       | Відсоток |
| ---------- | -------- |
| українська | 98,52 %  |
| російська  | 1,15 %   |
| молдовська | 0,33 %   |